# Oyashio (cacciatorpediniere)
L'Oyashio (親潮? lett. "Corrente fredda") è stato un cacciatorpediniere della Marina imperiale giapponese, quarta unità della classe Kagero. Fu varato nel novembre 1938 dal cantiere navale dell'arsenale di Maizuru.
Appartenente alla 15ª Divisione, appoggiò numerose operazioni anfibie durante la conquista delle Filippine e delle Indie orientali olandesi. A fine maggio 1942 fu assegnato alla scorta del convoglio d'invasione per l'atollo di Midway, operazione in ultimo annullata; a fine agosto fece in tempo a partecipare, pur senza particolare rilievo, alla battaglia delle Salomone Orientali. Fu quindi frequentemente impegnato nei pericolosi viaggi del Tokyo Express per rinforzare l'isola di Guadalcanal, pur riuscendo sempre a sopravvivere con danni minimi come durante la battaglia di Tassafaronga, e fu tra le unità con più missioni completate. In seguito all'abbandono definitivo dell'isola (febbraio 1943) e a un periodo di raddobbo, tornò in azione in aprile nelle isole Salomone centrali. La mattina presto dell'8 maggio finì con i cacciatorpediniere gregari in un campo di mine navali e, senza più energia, andò alla deriva e si incagliò. Centrato due volte nel corso di un attacco aereo, fu alla fine abbandonato dall'equipaggio (che aveva avuto circa novanta morti) e sprofondò in acque basse.

## Servizio operativo

### Costruzione
Il cacciatorpediniere Oyashio fu ordinato nell'anno fiscale edito dal governo giapponese nel 1937. La sua chiglia fu impostata nel cantiere navale dell'arsenale della marina a Maizuru il 29 marzo 1938 e il varo avvenne il 29 novembre 1938; fu completato il 20 agosto 1940. La nave formò con i gemelli Kuroshio, Natsushio e Hayashio la 15ª Divisione cacciatorpediniere, posta alle dipendenze della 2ª Squadriglia della 2ª Flotta.

### 1941-1942
Passato al comando del capitano di fregata Tokiyoshi Arima, l'Oyashio partì con la divisione d'appartenenza e il resto della squadriglia dallo Stretto di Terashima per arrivare, il 1º dicembre, alle isole Palau, uno dei punti di partenza per le imminenti operazioni militari contro gli occidentali. Il 6, infatti, l'Oyashio e la 15ª Divisione salparono inquadrati nella squadra incaricata di occupare le Filippine meridionali; dapprima vigilarono sulla portaerei Ryujo, i cui velivoli bombardarono Davao l'8 dicembre, poi i soli Oyashio e Kuroshio scortarono tra il 10 e l'11 un posamine nello Stretto di San Bernardino, lungo il quale dispose ordigni. Successivamente l'Oyashio e i gregari appoggiarono gli sbarchi a Legazpi (12 dicembre) e a Davao (20 dicembre); tre giorni dopo ci fu un'incursione di alcuni quadrimotori Boeing B-17 Flying Fortress, ma l'Oyashio rimase indenne. Con le unità sorelle protesse quindi le operazioni anfibie a Jolo (25 dicembre), a Manado (11 gennaio 1942), a Kendari (14 gennaio), ad Ambon (31 gennaio) e infine a Makassar l'8 febbraio, dove però il Natsushio fu gravemente danneggiato da un sommergibile: l'Oyashio accolse a bordo il comandante della divisione, capitano di vascello Torajirō Sato, e protesse il Kuroshio che iniziò a trainare il cacciatorpediniere immobile; il Natsushio affondò comunque il giorno dopo. Dal 20 al 25 febbraio l'Oyashio guidò la divisione durante battaglia di Timor, poi salparono dall'appena conquistata Kupang di scorta a un gruppo di petroliere che seguiva il convoglio d'invasione orientale per Giava; l'isola fu presto circondata da un blocco aeronavale cui partecipò anche la 15ª Divisione. Il 5 marzo l'Oyashio e il Kuroshio affondarono a cannonate un posamine britannico e, conquistata l'isola, si fermarono l'11 alla baia Staring a Celebes: da qui l'Oyashio e il resto della divisione salparono di scorta alla portaerei Kaga e tutte le unità diressero a Sasebo, raggiunta il 22 marzo. Spostatisi a Kure, lo Oyashio fu messo in bacino di carenaggio per una settimana circa, quindi il 17 partì alla volta delle Filippine con la divisione. Il giorno dopo le tre navi ebbero ordine di partecipare al vano inseguimento delle Task force 16 e 18, che avevano bombardato Tokyo; furono pertanto dirottate a Panay, toccata il 28. L'Oyashio e il Kuroshio appoggiarono la facile occupazione delle isole Cagayan a inizio maggio, fecero tappa a Manila per riunirsi all'Hayashio e a metà mese si incontrarono in alto mare con la danneggiata portaerei Shokaku, reduce dalla battaglia del Mar dei Coralli: la accompagnarono a Kure, dove si fermarono per riunirsi al resto della 2ª Squadriglia. Già il 21 maggio l'Oyashio e tutte le altre navi del reparto salparono alla volta di Saipan, dove assunsero la difesa del convoglio d'invasione per l'atollo di Midway; la grande operazione, comunque, si concluse con una decisa sconfitta giapponese e l'Oyashio rientrò in Giappone con i gregari.

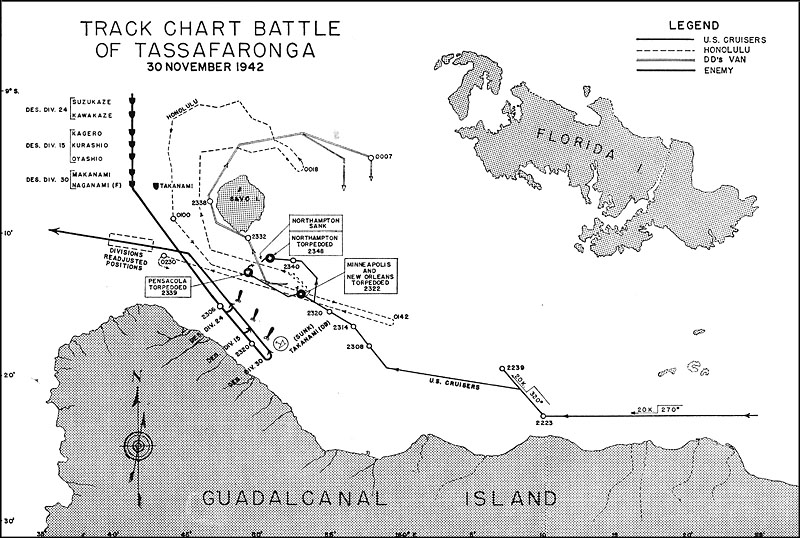
Carta della battaglia di Tassafaronga, durante la quale lOyashio condusse la 15ª Divisione e danneggiò un incrociatore statunitense

Rimasto per lo più nelle acque metropolitane, l'Oyashio salpò il 16 luglio da Kure con il resto della divisione e assieme agli incrociatori pesanti Kumano e Suzuya; la squadra si fermò il 30 a Mergui in Birmania, pronta per scorrerie nell'Oceano Indiano che, però, furono annullate con l'inizio della campagna di Guadalcanal. Con i gregari scortò gli incrociatori nell'Oceano Pacifico a nord delle isole Salomone dove si ricongiusero il 21 alla 2ª Flotta, in procinto di dare battaglia alla United States Navy. Durante il combattimento (23-25 agosto) la 15ª Divisione militò nella "Forza avanzata" del viceammiraglio Nobutake Kondō e integrò anche il Kagero. Per il mese di settembre l'Oyashio fu impegnato in pattugliamenti regolari dalla base atollina di Truk, lasciandola solo il 29 con il resto della divisione per scortare la nave appoggio idrovolanti Nisshin fino alle isole Shortland, base avanzata per le operazioni a Guadalcanal. Da questo arcipelago, tra il 3 e il 9 ottobre, l'Oyashio e le unità sorelle completarono tre trasporti truppe all'isola, uno solo dei quali contrastato vanamente da alcune motosiluranti statunitensi; fecero poi parte della numerosa copertura alle navi da battaglia veloci Kongo e Haruna che, nella notte del 13-14 ottobre, bombardarono con successo Henderson Field. Una decina di giorni più tardi fu tra i cacciatorpediniere schierati con la "Forza di supporto" del viceammiraglio Takeo Kurita durante la battaglia delle isole Santa Cruz, senza avere una vera parte nello scontro. Tra il 3 e il 5 novembre accompagnò gli incrociatori pesanti Suzuya e Maya alle Shortland e, due giorni dopo, si pose alla testa di una rilevante missione del Tokyo Express con un totale di undici cacciatorpediniere: pur attaccate, le unità sbarcarono con successo 1300 uomini e l'Oyashio riaccompagnò i gregari alle Shortland. Qui fu integrato nella scorta a una decina di trasporti incaricati di recare a Guadalcanal sostanziosi rinforzi; per l'occasione l'Hayashio fu distaccato dalla 15ª Divisione e divenne ammiraglia del contrammiraglio Raizō Tanaka. Durante la seconda fase della battaglia navale di Guadalcanal, Tanaka ordinò alla divisione di unirsi alla porzione di 2ª Flotta al diretto comando del viceammiraglio Nobutake Kondō che, con la Kirishima, intendeva bombardare l'aeroporto; l'Oyashio e i gregari parteciparono dunque al confuso scontro notturno contro le corazzate USS Washington e USS South Dakota: l'unità lanciò siluri, senza però colpire alcun bersaglio.
Rientrati alle Shortland, l'Oyashio e il Kagero furono aggregati a un'importante missione di trasporto truppe per Buna, completata il 16-17 novembre con numerose altre navi. Intervenuto in soccorso del cacciatorpediniere Umikaze, silurato e trainato dall'Asashio, verso la fine del mese fu selezionato per l'ennesima crociera del Tokyo Express, la prima tuttavia a fare uso dei fusti stagni: l'Oyashio ne caricò 240 a Buin, il 28 novembre passò al comando del capitano di corvetta Hideo Higashi e, con il resto della divisione, salpò alla volta di Guadalcanal. La missione fu intercettata da una squadra statunitense e si sviluppò una battaglia notturna; i giapponesi annullarono lo scarico, lanciarono siluri e ripiegarono: qualcuno degli otto ordigni dell'Oyashio colpì l'incrociatore pesante USS Northampton, danneggiandolo al punto che tre ore più tardi la nave colò a picco. Per tutto il mese di dicembre l'Oyashio fu impegnato in incarichi di questo tipo; portò a termine due rifornimenti a Guadalcanal e due trasporti di soldati a Munda, operando di solito da Rabaul. Il 26 dicembre, intanto, il comando della divisione era passato al capitano di vascello Kakuro Mutaguchi, che confermò l'Oyashio quale ammiraglia.

### 1943 e l'affondamento
Trasferito alle Shortland il 1º gennaio 1943, partecipò la notte del giorno successivo a un'altra missione di trasporto fusti a Guadalcanal. Il 9 gennaio salpò dalle Shortland a difesa di un convoglio diretto a Truk, dove gettò le ancore per ricevere riparazioni e manutenzione. Il raddobbo fu ripreso in Giappone il 9 febbraio, dove l'Oyashio era giunto di scorta a una nave trasporto truppe. Rimase a Kure per quasi due mesi e ripartì per il fronte il 4 aprile; assieme ai cacciatorpediniere Kuroshio, Hibiki e Sazanami protesse le portaerei di scorta Chuyo, Taiyo e l'incrociatore pesante Chokai fino a Truk (10 aprile) tornando a operare in prima linea e, in specie, per rifornire le basi nipponiche nelle Salomone centrali. Tra il 24 e il 29 aprile, ad esempio, trasferì truppe da Truk alla base di Vila sulla costa meridionale di Kolombangara, missione ripetuta con successo il 3 maggio sempre con gli altri cacciatorpediniere. Gli intensi movimenti navali giapponesi erano contrastati dagli statunitensi con vari mezzi, compreso il minamento di tratti di mare tramite aerei o navi; in particolare ci si concentrò sulle acque attorno Kolombangara e lungo le coste meridionali di Bougainville, le più trafficate.
Il 7 maggio l'Oyashio e il resto della 15ª Divisione caricarono a Buin 300 soldati e alcune tonnellate di rifornimenti, quindi fece rotta per Vila: arrivati da est, i cacciatorpediniere scaricarono uomini e materiali nelle prime ore dell'8 maggio e ripartirono in direzione ovest, con l'intenzione di attraversare lo Stretto di Blackett per tornare alle Shortland. Incapparono però in uno dei campi minati, del quale erano ignari. Esattamente alle 03:59 l'Oyashio fu immobilizzato da un'esplosione verso poppa che squarciò lo scafo, allagò la sala macchine, i quartieri dell'equipaggio e rese impossibile manovrare; i comandanti del Kuroshio e del Kagero, pensando all'attacco di un sommergibile, iniziarono a circuitare intorno alla nave immobile. In poco più di un'ora entrambi saltarono in aria su altre mine e il Kuroshio affondò istantaneamente. Al mattino l'Oyashio alla deriva s'incaglio sulle scogliere della costa occidentale dell'isola di Anuin e lì lo trovarono due incursioni aeree statunitensi; soltanto nel primo attacco fu centrato da due bombe, una delle quali sul ponte di comando, e rivendicò l'abbattimento di due velivoli. L'allagamento si era intanto fatto sempre più grave e alla fine il capitano Higashi ordinò di abbandonare la nave alle 17:45. L'Oyashio affondò appena dieci minuti dopo sulla dritta, grossomodo a nord-ovest dell'isola di Rendova (8°08′S 156°55′E): a bordo erano morti novantuno uomini, ma sia Higashi che il comandante della divisione erano sopravvissuti. Con il resto dell'equipaggio raggiunsero Kolombangara, per lo più a nuoto. In totale arrivarono a Vila 152 militari dell'Esercito imperiale e 618 marinai, tuttavia le perdite umane relativamente lievi non compensarono l'annientamento di un'intera divisione cacciatorpediniere nell'arco di poche ore.
Il 20 giugno 1943 il Kuroshio e la 15ª Divisione furono depennati dai ruoli della Marina imperiale.